# 대위의 딸
대위의 딸(러시아어: Капита́нская до́чка 카피탄스카야 도치카[*])은 알렉산드르 푸시킨이 1836년에 발표한 중편 역사소설이다.

## 줄거리
키르기스 요새에 파견된 청년 장교 표트르 안드레비치는 사령관의 딸 마리아를 사랑하게 된다. 때마침 러시아 전국을 공포 속에 몰아넣은 예멜리얀 푸가초프의 반란이 일어나 그는 포로가 되고 마리아는 고아가 된다. 하지만 푸가초프는 전에 표트르 안드레비치의 은혜를 입은 일이 있어 친근한 사이가 된다. 반란군과 진압군의 팽팽한 접전 중에 표트르 안드레비치는 푸가초프의 도움으로 연인의 목숨도 구하고 무사히 집으로 돌아가게 되지만 곧 동료였던 시바브린의 밀고로 반역자라는 모함을 받아 끌려가게 된다.

## 해설
푸시킨 산문의 대표작으로 꼽혀진다. 복잡한 인간 생활을 보다 상세하고, 완전하게 묘사함과 동시에 사상적인 깊이를 파헤치기 위한 새로운 문학 형식인 산문이 푸시킨에 의하여 가장 성공한 예라 할 것이다. 푸가초프 반란을 배경으로 귀족장교부터 노비, 반란군 괴수, 여제(女帝)에 이르기까지 다양한 인간군상을 등장시켜 18세기 후반의 러시아 사회를 기록하고 있다. 또한 당시 러시아 귀족과 민중의 생활, 그 양자의 관계 등을 생생하게 재현 시켰으며, 진보적 귀족과 민중과의 정신적 유대와 이해를 깊게 하는, 참다운 귀족 정신의 방향 등을 제시하여 19세기 러시아 사실주의 문학의 선구적 작품으로 평가 받는다.
푸시킨은 1833년 여름에 2개월에 걸쳐 푸가초프 농민 반란의 주무대였던 볼가 강 유역과 남부 우랄 지방을 여행하면서 자료를 수집하고, 당시 극비문서에 해당하는 푸가초프 반란과 연관된 기록들을 ‘국립문서보관소’에서 직접 열람하며 <푸가초프 반란사>를 썼다고 한다. 역사가이기도 한 푸시킨은 이 역사서를 통해 푸가초프 농민 반란의 주요한 원인이 사회 정치 경제적 불만과 억압이라고 보았다. 그리고 그는 이 민란의 진정한 주도 세력은 카자흐 농민들을 비롯한 민중이며, 그 주동자인 푸가초프는 그들의 불만을 하나로 모아 황제 정부를 폭력으로 위협한 폭도나 강도들의 두목에 불과한 인물로 보았다. 그가 직접 발로 뛰어 모은 진정한 사료를 바탕으로 쓴 이 역사 연구서를 예술적으로 승화시킨 작품이 바로 이 <대위의 딸>이다. 푸시킨이 개척한 러시아 리얼리즘의 길을 확립한 고골은 푸시킨의 <대위의 딸>을 “가장 뛰어난 러시아 산문 문학”이자, “사실보다 더 사실적이고, 진실보다 더 진실한” 명작이라고 평가했다.
푸시킨은 서구의 이성 중심적인 계몽주의 사상에 물든 일부 러시아 귀족 사회, 가부장적 사회제도, 자신의 명령에 거역하는 귀족들과 장교들을 무자비하게 처형하는 무지몽매하고 잔인한 참칭 황제 푸가초프와 그 일당의 폭력성과 잔학성, 계몽전제군주를 자처하면서 푸가초프의 반란을 무자비하게 진압하는 예카테리나 2세를 비롯한 지배계급의 부정적인 모습들을 객관적인 묘사로 선명히 부각시키고 있다.

## 같이 보기
- 알렉산드르 푸시킨

## 서지정보
- 이영범 역, 2009년, 지식을만드는지식[깨진 링크(과거 내용 찾기)] ISBN 978-89-6406-213-5